# Hlenky
Hlenky čili slizovky (Mycetozoa, Eumycetozoa) je skupina eukaryotických amébovitých organizmů z říše Amoebozoa. V nejběžnějším systematickém pojetí se k hlenkám počítají tři třídy: vlastní hlenky (Myxomycetes), diktyostelidy (Dictyosteliomycetes) a protostelidy (Protosteliomycetes); naopak akrasie („buněčné hlenky“) ani labyrintuly („vodní hlenky“) do tohoto taxonu řazeny již nejsou. Podle některých novějších studií (2009) je taxon „hlenky“ i v tomto pojetí nepřirozený; jako přirozená se namísto něho jeví skupina Macromycetozoa tvořená diktyostelidami, pravými hlenkami (Myxogastrea) a skupinou Ceratomyxida.
V některých publikacích se název „hlenky“ používá v užším smyslu, zpravidla jen pro zástupce tzv. vlastních hlenek.

## Stavba

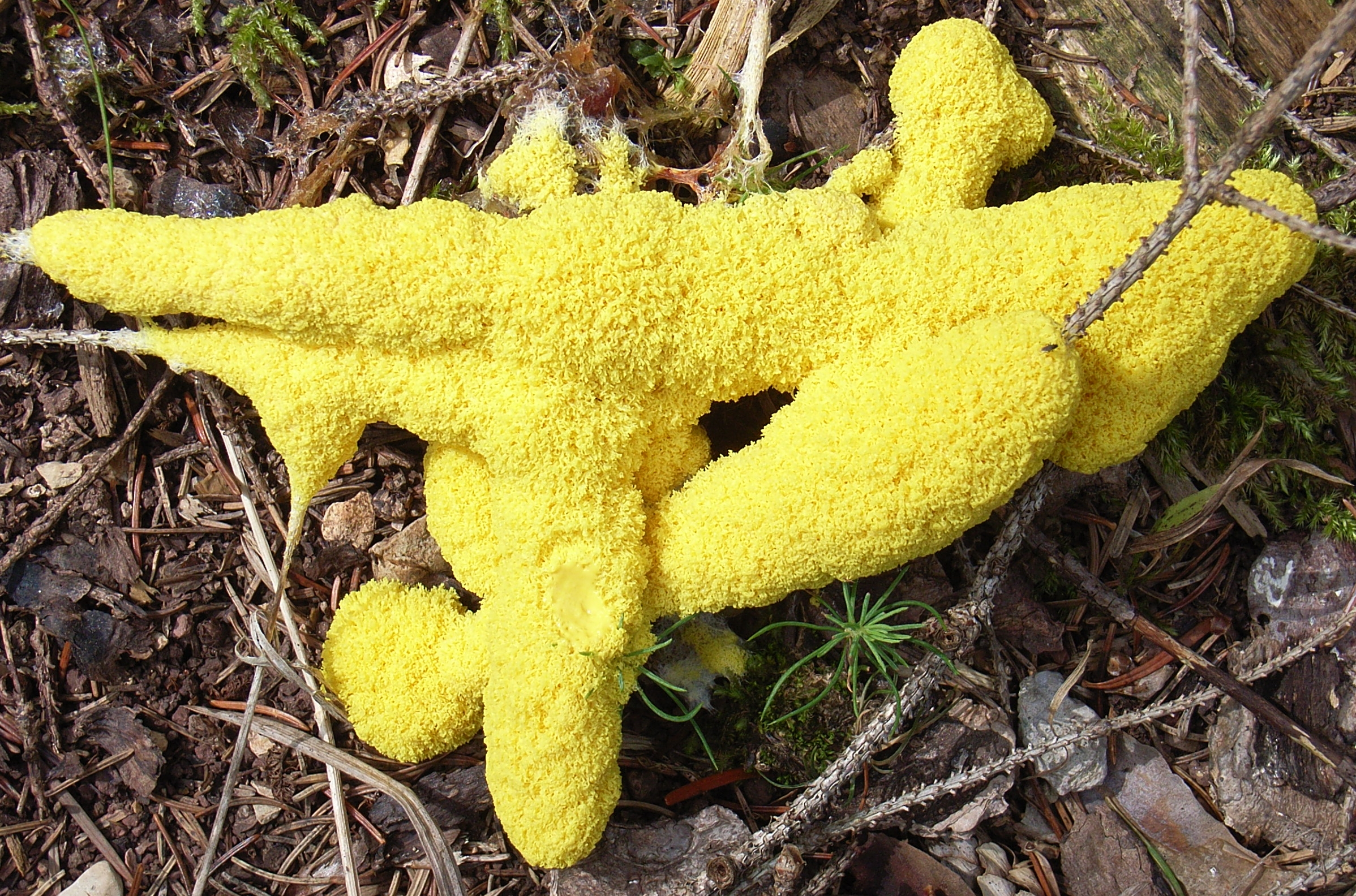
Pravá hlenka Fuligo septica, plazmodium

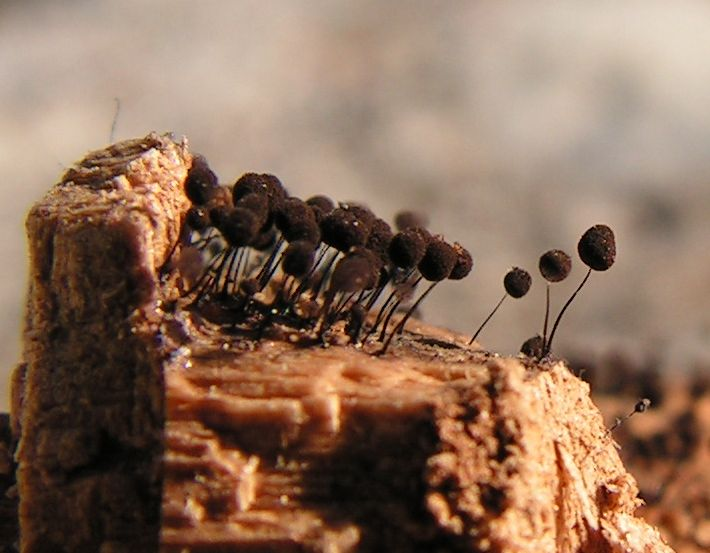
Plodničky pravých hlenek

Hlenky v sobě do jisté míry spojují vlastnosti buněk z říše hub i živočichů, ačkoliv nejsou blíže příbuzné ani jedné z těchto říší. Tělo hlenek tvoří v určité životní fázi jedna jediná buňka, která má ovšem velmi mnoho jader a vytváří tzv. plazmodium či pseudoplazmodium. Z těchto útvarů dozrávají často makroskopické plodničky, z nichž se uvolňují nová měňavkovitá stadia. Plodnička vzniká buď dělením jediné amébovité buňky (u pravých hlenek a protostelidních hlenek), nebo shlukováním mnoha měňavkovitých buněk na jedno místo (u diktyostelid).

## Výskyt
I v Česku se lze setkat s hlenkami, ve vlhkém počasí vylézají na pařezy, vlhké kameny apod. Jako většina hlenek jsou výrazně zbarvené; běžným druhem je vlčí mléko červené (Lycogala epidendrum). Mezi hlenky patří i parazitické druhy.

## Životní cyklus, potrava
Hlenky žijí jako buňky měňavkovitého tvaru o velikosti asi 10 µm. Preferují chladná stinná a vlhká místa. Vyskytují se v půdě, a pokud mají dostatek potravy, pohybují se volně jako samostatní jedinci. Rozmnožují se dělením. Buňky některých hlenek splývají do mnohojaderných útvarů, které se pohybují za potravou.
Fagocytózou konzumují bakterie. Pokud se veškerá potrava z okolí buněk vyčerpá, mají buňky hlenek tři možnosti, jak přežít: buď pohlavním způsobem vytvořit mnohobuněčné makrocysty, nepohlavně vytvořit plodnici nesoucí spory, nebo vytvořit jednobuněčnou mikrocystu. Nejvíce studovaným způsobem je tvorba plodnice a spor, protože jsou na něm ukázány základy vývoje mnohobuněčných organismů.

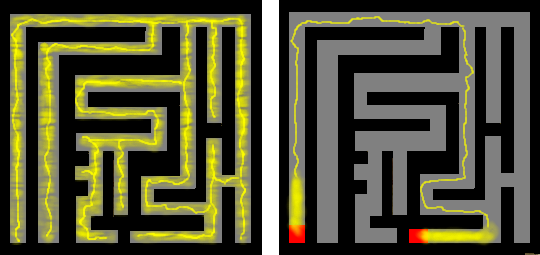
Optimální cesta bludištěm, nalezená hlenkou Physarum polycephalum

Ačkoli nemají žádný nervový systém, vykazují i jisté známky inteligence. Dokážou například nalézt optimální cestu bludištěm, mají prostorovou i časovou paměť, jsou schopny učení a vykazují i jistou schopnost strategického rozhodování.

## Fosilní záznam
Přestože se jedná o organismy bez pevných schránek, podařilo se hlenky prokázat i ve fosilním záznamu. Nejstarší známá fosilie hlenky je stará cca 100 milionů let a dochovala se díky zalití pryskyřicí a její fosilizaci – byla nalezena v roce 2019 v kousku jantaru z Myanmaru.